# Scaptia violacea
Scaptia violacea är en tvåvingeart som först beskrevs av Macquart 1850.  Scaptia violacea ingår i släktet Scaptia och familjen bromsar. Inga underarter finns listade i Catalogue of Life.